# Панагюриштский клад

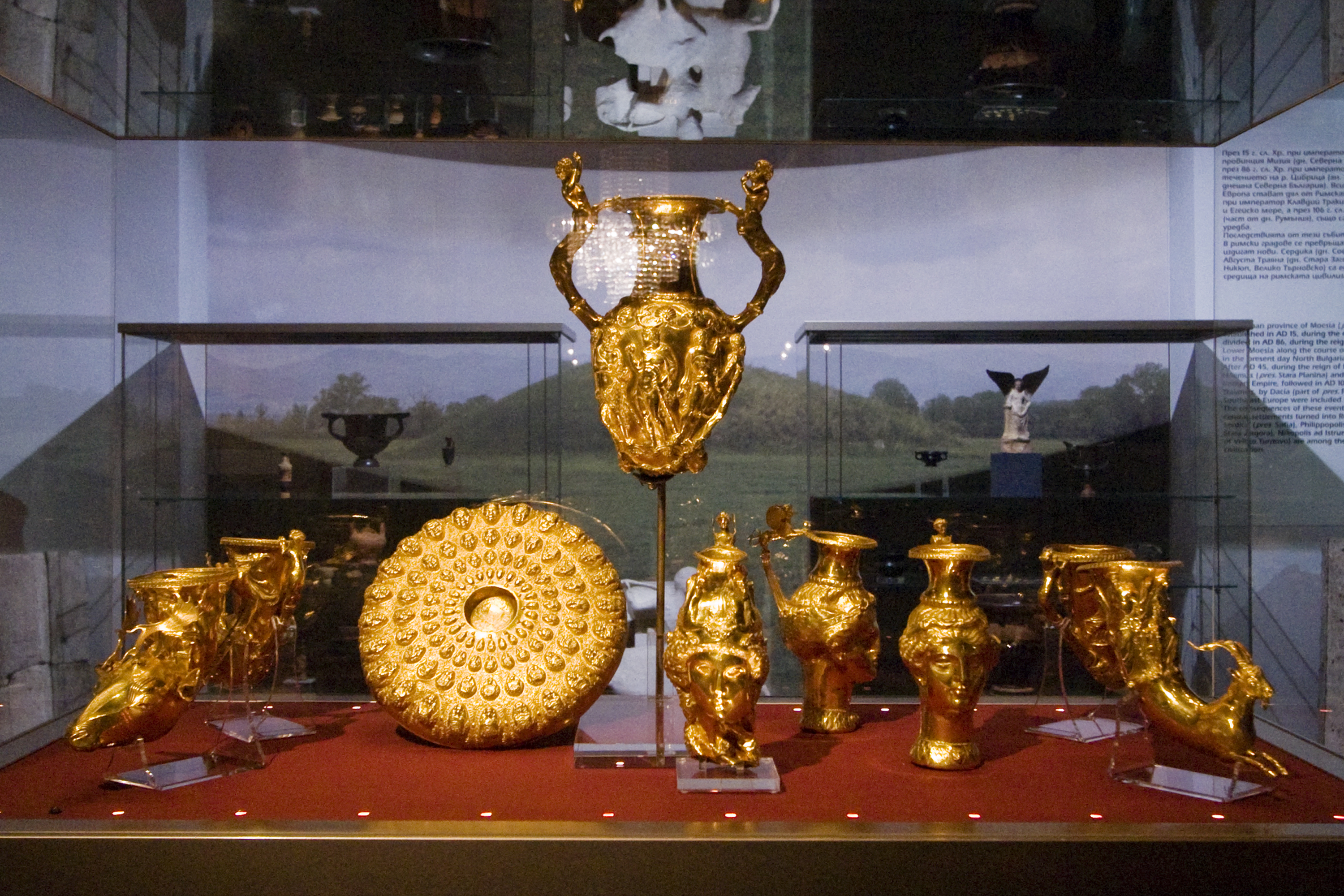
Клад из Панагюриште

Золотой клад из Панагю́риште (болг. Панагюрско златно съкровище) — набор золотых сосудов, состоящий из девяти золотых предметов общим весом 6164 г. Клад был найден 8 декабря 1949 года в двух километрах от города Панагюриште в Болгарии, в местности Мерул на поле Георгия Топалова.
Клад из Панагюриште — один из наиболее известных золотых кладов с фракийскими артефактами, найденных в Болгарии.
Предметы клада хранятся в Национальном историческом музее в Софии. Фракийское золото из музея выставляется также в других городах страны — в частности, в Бургасе. В 2014 году клад из Панагюриште выставлялся в Лувре.

## Записи свидетелей открытия сокровища
- Запись рассказа братьев Дейковых, которые нашли клад в 1949 году Архивная копия от 3 февраля 2022 на Wayback Machine
- Рассказ Марии Дейковой-Цветанковой об открытии золотого сокровища в Панагюриште Архивная копия от 14 марта 2016 на Wayback Machine